# Montjoie-le-Château
Montjoie-le-Château (deutsch früher Frohberg) ist eine französische Gemeinde mit 22 Einwohnern (Stand: 1. Januar 2022) im Département Doubs in der Region Bourgogne-Franche-Comté.

## Geographie
Montjoie-le-Château liegt auf 406 m, etwa 20 Kilometer südsüdöstlich der Stadt Montbéliard (Luftlinie). Das Dorf erstreckt sich im Jura, im tief eingeschnittenen Doubstal, leicht erhöht am nördlichen Talrand, am Südfuß der Lomontkette, nahe der Grenze zur Schweiz. Das Gemeindegebiet gehört zum Regionalen Naturpark Doubs-Horloger.
Die Fläche des 5,39 km² großen Gemeindegebiets umfasst einen Abschnitt des französischen Juras. Der zentrale Teil des Gebietes wird vom Doubstal eingenommen. Der Doubs fließt hier zwischen der Lomontkette und den Höhen bei Courtefontaine nach Westen durch eine maximal 500 Meter breite, flache Talniederung, die sich unterhalb des Dorfes deutlich verengt. Das Tal wird auf beiden Seiten von steilen, überwiegend bewaldeten Hängen flankiert, die verschiedenenorts von Felsbändern durchzogen sind. Diese Hänge werden durch mehrere Taleinschnitte (Combe de Seigne im Süden, Noirecombe und Combe Semont im Norden) von kurzen Seitenbächen des Doubs untergliedert.
Nach Süden erstreckt sich das Gemeindeareal auf die Höhen von Seigne und La Raconnière, wo mit 773 m die höchste Erhebung von Montjoie-le-Château erreicht wird. Im Norden verläuft die Grenze auf der Höhe der Lomontkette, teils auf der Wasserscheide, teils etwas südlich davon. Markant herausgebildet ist hier der Geländevorsprung der Grande Côte (bis 730 m).
Nachbargemeinden von Montjoie-le-Château sind Vaufrey im Osten, Courtefontaine im Süden, Soulce-Cernay, Chamesol und Villars-lès-Blamont im Westen sowie die schweizerische Gemeinde Haute-Ajoie im Norden.

## Geschichte
Auf einer felsigen Anhöhe oberhalb des Dorfes ließ Richard I. von Glère im 13. Jahrhundert die Burg Montjoie erbauen. Sie entwickelte sich zu einem wichtigen Herrschaftssitz und kontrollierte das Doubstal oberhalb von Saint-Hippolyte. Während des Dreißigjährigen Krieges wurden die Burg und die Ortschaft zerstört, wobei die Burg im Anschluss nicht mehr wiederaufgebaut wurde. Zusammen mit der Franche-Comté gelangte Montjoie mit dem Frieden von Nimwegen 1678 an Frankreich. Um eine Verwechslung mit anderen Gemeinden des gleichen Namens zu vermeiden, wurde Montjoie im Jahr 1922 offiziell in Montjoie-le-Château umbenannt.

## Sehenswürdigkeiten
Von der ehemaligen Burg aus dem 13. Jahrhundert sind Ruinen (insbesondere des Bergfrieds) erhalten. Unterhalb der Burg befindet sich die ehemalige Schlosskapelle, die im Jahr 1736 wieder aufgebaut wurde.

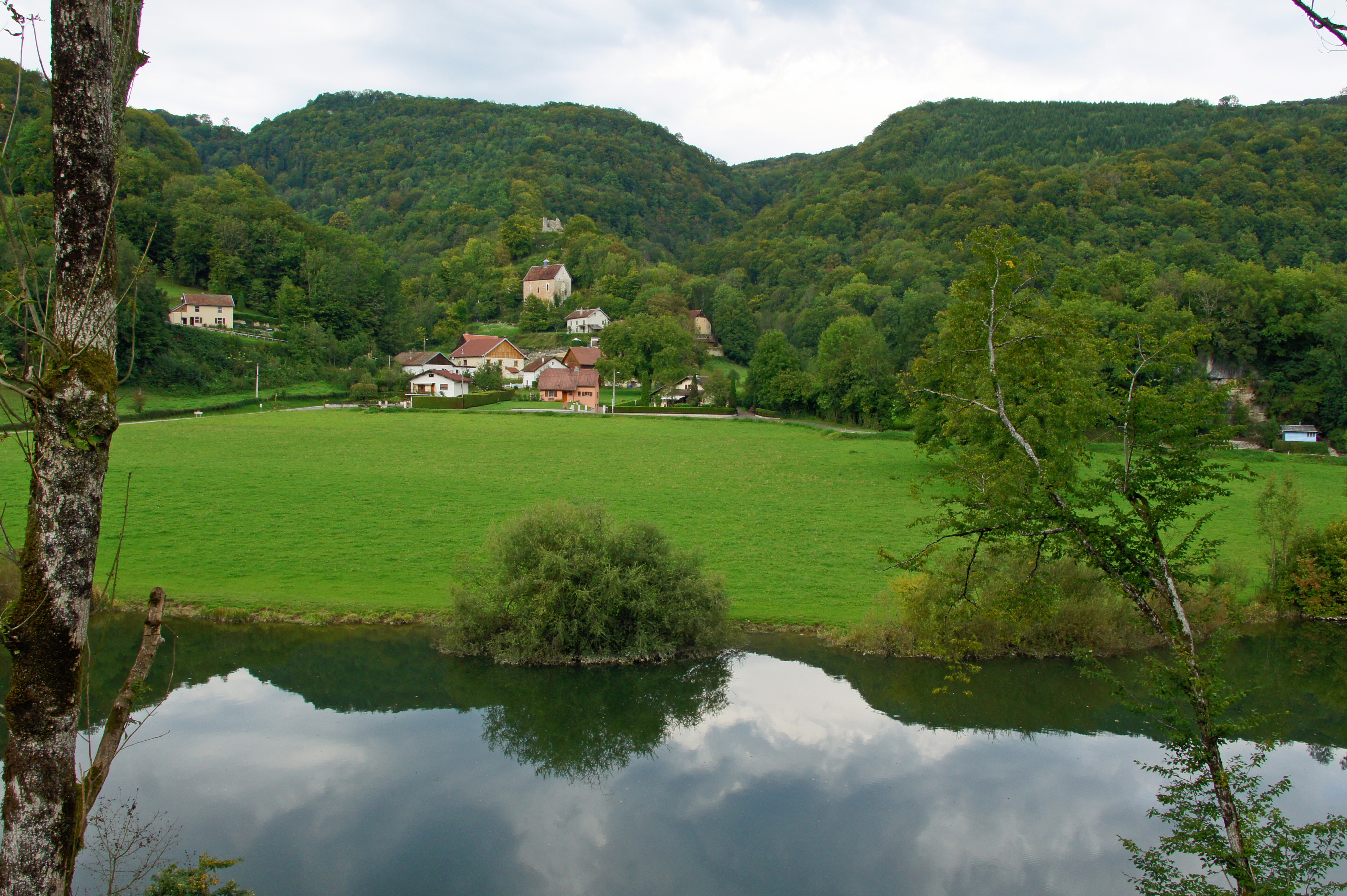
Blick über den Doubs nach Montjoie-le-Château
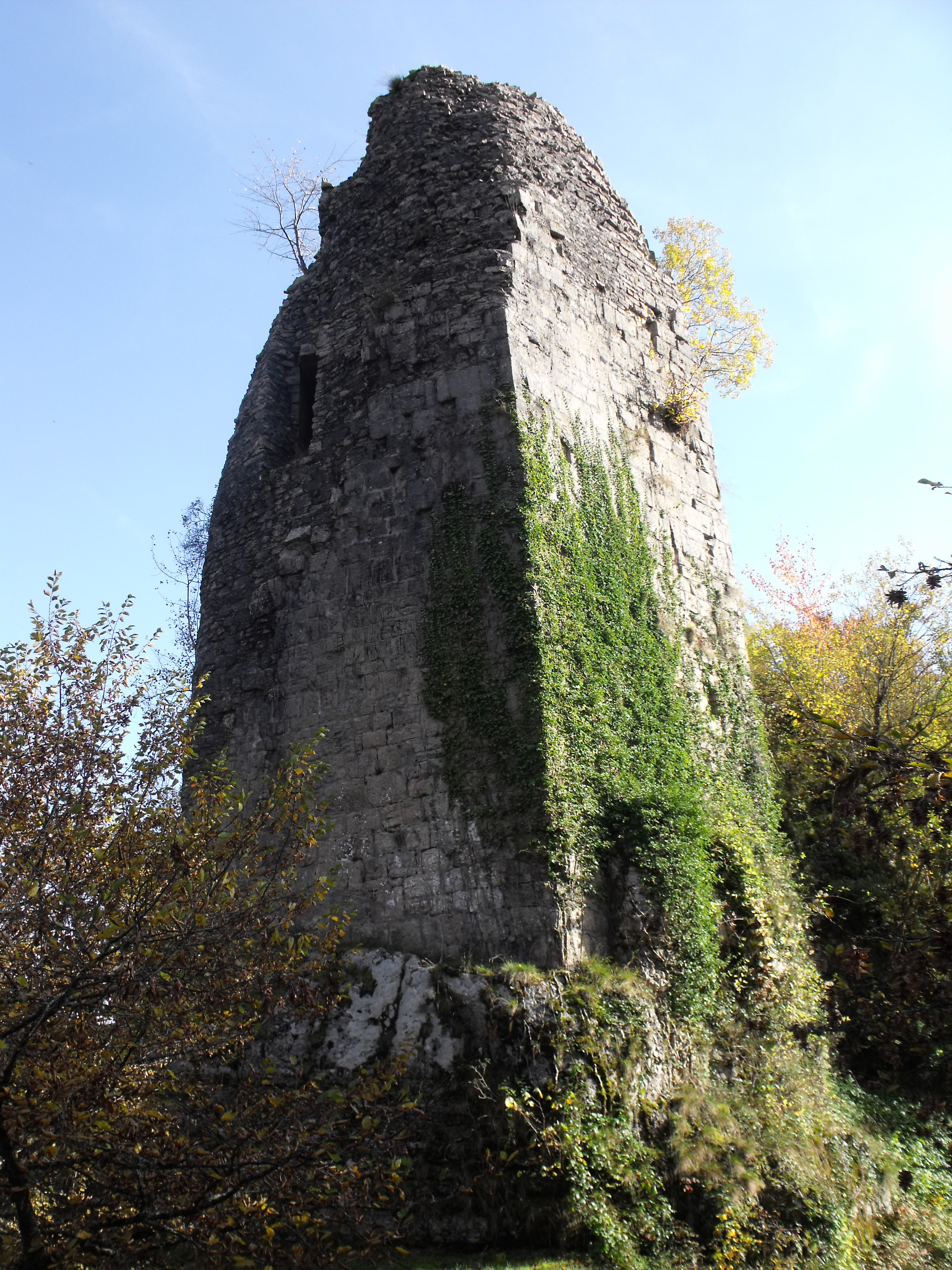
Ruinen der ehemaligen Burg
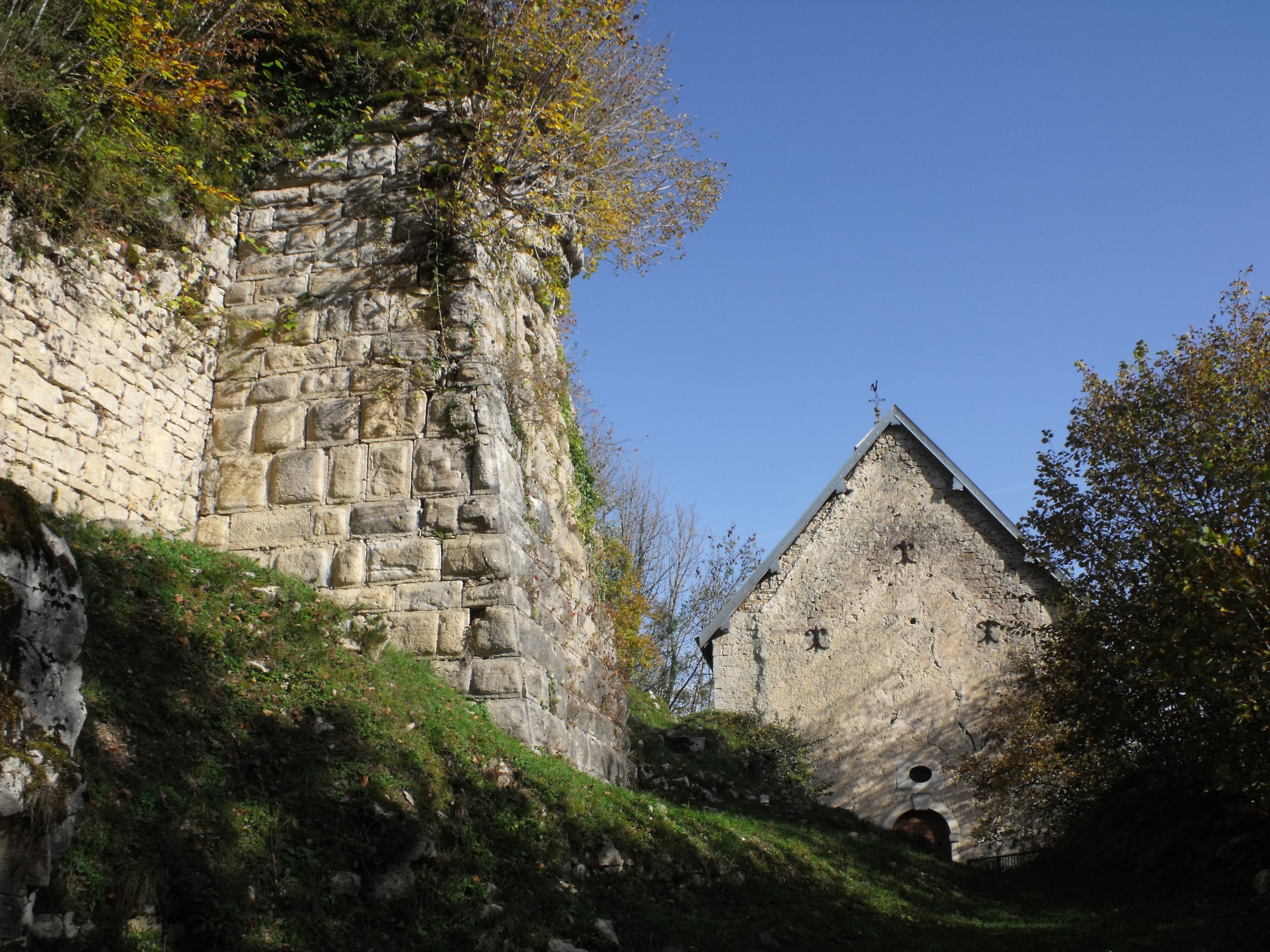
Ehemalige Schlosskapelle

## Bevölkerung
| Jahr                       | 1962 | 1968 | 1975 | 1982 | 1990 | 1999 | 2006 | 2018 |
| Einwohner                  | 31   | 29   | 23   | 17   | 21   | 22   | 24   | 25   |
| Quellen: Cassini und INSEE |      |      |      |      |      |      |      |      |

Mit 22 Einwohnern (Stand 1. Januar 2022) gehört Montjoie-le-Château zu den kleinsten Gemeinden des Départements Doubs. Nachdem die Einwohnerzahl in der ersten Hälfte des 20. Jahrhunderts markant abgenommen hatte (1891 wurden noch 136 Personen gezählt), wurden seit Beginn der 1970er-Jahre nur noch geringe Schwankungen verzeichnet.

## Wirtschaft und Infrastruktur
Montjoie-le-Château war bis weit ins 20. Jahrhundert hinein ein vorwiegend durch die Landwirtschaft (Viehzucht und Milchwirtschaft, etwas Acker- und Obstbau) geprägtes Dorf. Daneben gab es im 19. Jahrhundert eine Sägerei und eine Ölmühle. Noch heute leben die Bewohner zur Hauptsache von der Tätigkeit im ersten Sektor. Außerhalb des primären Sektors gibt es keine Arbeitsplätze im Dorf. Einige Erwerbstätige sind auch Wegpendler, die in den umliegenden größeren Ortschaften ihrer Arbeit nachgehen.
Die Ortschaft liegt abseits der größeren Durchgangsstraßen an einer Departementsstraße, die von Saint-Hippolyte nach Saint-Ursanne führt.